# 1831 no jornalismo
Nesta página encontrará referências aos acontecimentos directamente relacionados com o jornalismo ocorridos durante o ano de 1831.

## Eventos
- março — última edição do jornal português "Crónica da Terceira", publicado em Angra do Heroísmo, Açores, Portugal que foi publicado desde 1830.[1]
- 28 de julho - Publicação em Florianópolis (Brasil) da primeira edição do periódico "O Catharinense".

## Nascimentos
| Data       | Nome                   | Profissão                                           | Nacionalidade | Observações | Ref |
| ---------- | ---------------------- | --------------------------------------------------- | ------------- | ----------- | --- |
| 22 de maio | João Mendes de Almeida | jurista, político, jornalista e líder abolicionista | Brasil        | m. 1898     |     |

## Mortes
| Data | Nome | Profissão | Nacionalidade | Observações | Ref |
| ---- | ---- | --------- | ------------- | ----------- | --- |